# Israel Ballet

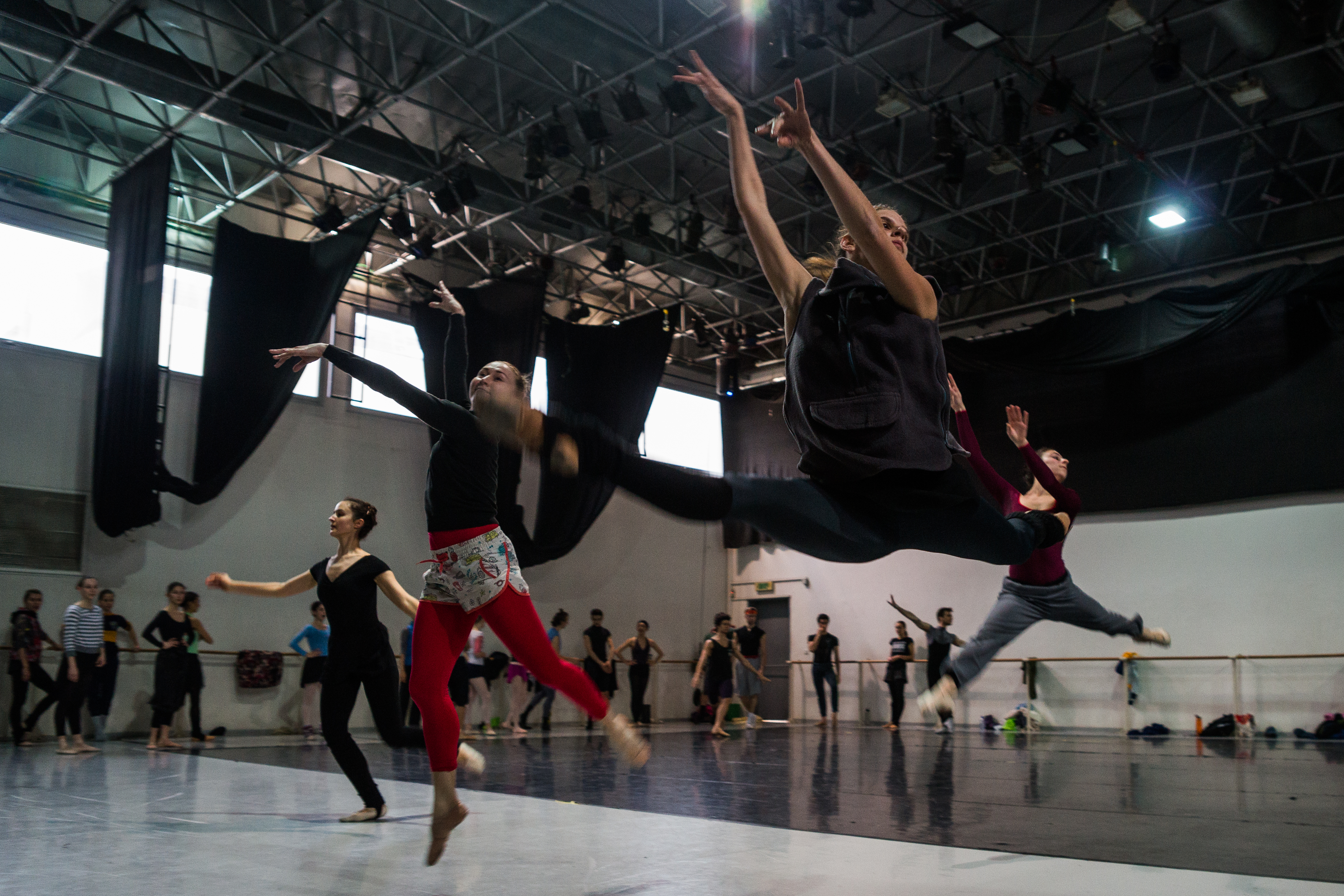
El Ballet de Israel durante un ensayo.

Israel Ballet es una compañía de danza que interpreta obras de ballet clásico y neo-clásico. Fue fundada en 1967 por Berta Yampolsky y Hilel Merkman, ambos han estado al frente de la compañía durante más de 45 años. La compañía a menudo interpreta obras que recientemente han sido coreografiadas. Es la única compañía de ballet profesional en el estado de Israel que representa obras del repertorio internacional clásico. El Israel Ballet viaja regularmente al extranjero. La compañía ha continuado con la larga tradición de preservar el arte clásico, para que la técnica y la estética del Ballet sigan formando parte de la danza israelí. La compañía tiene su sede en el local del Israel Ballet, en la ciudad de Tel Aviv, el local dispone de una sala con 250 asientos. El Israel Ballet ha representado a la nación de Israel en giras alrededor del mundo, y en varios festivales de Europa, Asia y América.

## Historia
Los fundadores de la compañía, Berta Yampolsky y Hillel Markman, representaron la primera función del Israel Ballet, el 25 de enero de 1967, junto con cuatro jóvenes bailarines, en la ciudad de Holon. En 1975, George Balanchine dio permiso al Israel Ballet para interpretar su obra Serenade, y en 1981 dio permiso a la compañía para interpretar todas sus obras. Actualmente, Berta Yampolsky y Hillel Markman siguen siendo los directores artísticos de la compañía. Los bailarines son de Israel, o bien son inmigrantes de los países que habían formado parte de la antigua Unión Soviética, también hay bailarines de todo el Mundo que se han unido a la compañía.

## Instalaciones
El Israel Ballet dispone de sus propias instalaciones en la ciudad de Tel Aviv. Estas instalaciones incluyen una escuela formal de ballet, denominada centro de ballet clásico. Este centro es un instituto de danza israelí, y una escuela de ballet para estudiantes de todas las edades. Los maestros y músicos del ballet buscan la excelencia, y tienen como objetivo que los estudiantes salgan del centro preparados para incorporarse a las compañías de danza existentes en Israel y en todo el Mundo.

## Repertorio
El Israel Ballet dispone de varias obras de George Balanchine en su repertorio, entre ellas; Symphony in C, Square Dance, La Valse, Concerto Barocco y The Four Temperaments. En el repertorio de la compañía hay obras modernas de coreógrafos como; Christian Spuck, Rudi van Danzig, Jan Lincolns, Lar Lubovitch, y Krzysztof Pastor. La compañía incluye en su repertorio obras clásicas como Giselle y Don Quijote, y obras del compositor ruso Tchaikovsky; Eugenio Oneguin, Romeo y Julieta, La bella durmiente, y El Cascanueces.